# Pladetektonik
 Der er for få eller ingen kildehenvisninger i denne artikel, hvilket er et problem. Du kan hjælpe ved at angive troværdige kilder til de påstande, som fremføres i artiklen.

Pladetektonik (af græsk τεκτων tekton = "bygningshåndværker") er en geologisk teori om, at Jordens ydre, faste del (lithosfæren) er opdelt i stive plader, som bevæger sig i forhold til hinanden, idet pladerne så at sige flyder afsted på den underliggende flydende asthenosfære.
Teorien beskæftiger sig med forhold som: oceaners dannelse og forsvinden, årsagen til jordskælv og aktive vulkaner, foldning af stenmaterialet i bjergkæder, fossile dyrs og planters udbredelse og endelig kontinenternes skiftende størrelse og beliggenhed gennem den geologiske historie. Erkendelsen af pladetektonikken fremstod på grundlag af to geologiske iagttagelser: De dybe revner langs midten af oceanbunden og kontinentalbevægelserne, som den forklarer på én gang.
Det tektoniske kredsløb startede for 3,3 milliarder år siden. Det sidste superkontinent Pangaea blev dannet for omkring 320 millioner år siden og startede med at bryde op for 170 til 180 millioner år siden. Baseret på at Stillehavet skrumper med et par centimeter om året, mener forskere, at et nyt superkontinent vil dannes om mindre end 300 millioner år. Det resulterende nye superkontinent har naturligvis allerede fået navnet Amasia.

## Centrale principper
Opdelingen af Jordens kappe i en lithosfærisk og en asthenosfærisk del bygger på deres indbyrdes forskellighed med hensyn til fysiske egenskaber. Lithosfæren er mere kølig og stiv, mens asthenosfæren er mere varm og blød. Denne opdeling må ikke forveksles med den ”kemiske” opdeling af Jordens indre i henholdsvis kerne, kappe og skorpe.
Det grundlæggende udgangspunkt for pladetektonikken er, at lithosfæren består af adskilte “tektoniske plader”, som "flyder" oven på den plastiske asthenosfære. Forskelle i deres viskositet får de tektoniske plader til at bevæge sig i forskellige retninger.
Pladerne møder hinanden ved pladegrænserne, og den slags områder er ofte præget af geologiske begivenheder som jordskælv og dannelsen af topografiske formationer som bjergkæder, vulkaner og gravsænkninger. Pladegrænserne er hjemsted for hovedparten af verdens aktive vulkaner med "ildringen" rundt om Stillehavet som de mest aktive og velkendte. Disse brudområder behandles i detaljer nedenfor.
De tektoniske plader opdeles i to grupper: kontinentalplader og oceanbundsplader. Forskellen består i tætheden af de materialer, som danner dem. Oceanbundens plader er mere tætte end de kontinentale plader på grund af deres højere indhold af kompakte mineraler. Resultatet er, at oceanbundspladerne dykker ned under kontinentalpladerne når de kolliderer.

## Typer af pladegrænser
Der er tre typer af pladegrænser:
- Konvergerende pladegrænser (destruktive pladegrænser[3]) opstår, når to plader glider ind mod hinanden. De danner enten en nedsænkningszone/subduktionszone (hvis den ene plade skydes ind under den anden) eller et orogent bælte (hvis der dannes bjerge ved, at de to plader støder ind i hinanden og presses sammen.)

- Divergerende pladegrænser (konstruktive pladegrænser[4]) opstår, når to plader glider væk fra hinanden. Derved dannes en dyb revne i jordskorpen, hvor magma flyder op og danner ny skorpe.

- Transforme pladegrænser (bevarende pladegrænser[5]), som opstår på steder, hvor pladerne glider eller snarere skurer forbi hinanden langs brudlinjer. Pladernes bevægelse i forhold til hinanden bliver derfor enten venstre- eller højredrejet i forhold til brudlinjen, hvilket ofte resulterer i jordskælv.

Zonerne ved pladernes grænser kan være mere komplicerede, hvis tre eller flere plader mødes og skaber en blanding af alle de tre nævnte typer.

### Transforme pladegrænser
Her bevæges den ene plade enten til højre eller til venstre i forhold til en anden langs pladegrænsen, hvilket kan skabe nogle meget iøjnefaldende virkninger på overfladen. På grund af deres indbyrdes friktion kan pladerne ikke bare glide forbi hinanden. I stedet opbygges der spændinger i begge plader, og når de overstiger friktionen mellem stenmaterialerne på begge sider, udløses den opsparede energi som revnedannelse eller bevægelser langs pladegrænsen, hvor enorme mængder af frigjort energi er årsagen til jordskælv, som er et almindeligt fænomen langs pladegrænser.
Et velkendt eksempel på denne type pladegrænse er San Andreas-forkastningen langs vestkysten af Californien, som kun er en ud af et kompleks af brudlinjer i området. På dette sted bevæger Stillehavspladen sig langs kysten, dvs. mod nord i forhold til den Nordamerikanske Plade.

### Divergerende pladegrænser
Hvor der sker opbrud, bevæger to plader sig væk fra hinanden, og mellemrummet mellem dem udfyldes med nyt skorpemateriale, som stammer fra smeltet magma fra dybe lag under pladerne. Når plader glider fra hinanden, anses det somme tider for at stå i forbindelse med det fænomen, man kalder hot spots. Det er steder, hvor mægtige konvektionsbobler bringer meget store mængder af kappemateriale op i nærheden af overfladen, og bevægelsesenergien menes at være stor nok til at bryde skorpen i stykker. Det hotspot, som formodes at have skabt brudlinjen under Atlanterhavet ligger nu under Island, hvor revnen udvider sig med nogle centimeter pr. århundrede.
Disse geologiske fænomener kan iagttages på oceanpladerne, når der dannes brudlinjer midt ude i oceanbunden (f.eks. den Midtatlantiske Brudlinje), og i de kontinentale plader ved dannelsen af gravsænkninger (f.eks. den Østafrikanske Bruddal). Pladernes opbrud kan skabe brede brudzoner langs de midtoceaniske kæder. Bruddene spredes almindeligvis ikke ensartet, så dér hvor adskillelsen af naboblokke i kæderne foregår ujævnt, opstår der enorme brudkomplekser. Det er brudzonerne, som er én af de vigtigste årsager til jordskælv i havbunden. Et kort over havbunden viser et mærkværdigt mønster af kantede strukturer, som adskilles af linjer, der forløber vinkelret på oceankædens længdeakse. Sammenlignes havbunden mellem brudzonerne med et transportbånd, der bærer kæden på hver side af bruddet væk fra den åbne revne, bliver begivenhedernes rækkefølge klar: De gamle bjergkamme, som ligger parallelt med den nuværende revne, vil ligge dybere, jo ældre de er (på grund af sammentrækning ved afkøling og fordi grundfjeldet giver efter for vægten).
Også på landjorden kan disse geologiske fænomener iagttages. Great Rift Valley eller Den Østafrikanske Rift Valley er en del af et meget omfattende system af forsænkninger og sprækkedannelser, som strækker sig over næsten 6.000 km fra det nordlige Syrien gennem Jordan-dalen, Det Røde Hav og videre gennem Østafrika til den centrale del af Mozambique. De geologiske processer foregik for omkring 35 millioner år siden og forsænkningerne varierer i bredde fra 30 til 100 km og i dybde fra få hundrede meter til flere tusinde meter. Blandt vulkankraterne er Ngorongoro calderaen som verdens største, ubrudte, ikke-oversvømmede caldera.

### Konvergerende pladegrænser
Når plader mødes, fremkalder det forskellige virkninger, afhængigt af den type skorpemateriale, som pladerne består af. Når en tung oceanplade tørner ind i en mindre tung kontinentalplade, bliver oceanpladen oftest trykket nedad, sådan at der dannes en overskydning. På overfladen er det topografiske kendetegn gerne en gravsænkning på oceansiden og en bjergkæde på kontinentsiden. Et eksempel på en kontinetal-oceanisk overskydningszone findes langs Sydamerikas vestkyst, hvor den oceaniske Nazcaplade trykkes ned under den kontinentale Sydamerikanske Plade. En overskydningszone vil være karakteriseret ved aktive vulkaner.
Hvor to kontinentalplader støder sammen, vil de knuses og presses sammen, så der dannes lange bjergkæder, som f.eks. sker ved dannelsen af Himalaya på grænsen mellem den indiske og den Eurasiske Plade.
Ved Jordskælvet i Det Indiske Ocean 2004 blev årelang ophobning af spændinger mellem den Australske Plade og den Eurasiske Plade pludselig udløst i en forskydning, som i løbet af få sekunder løftede havbunden flere meter over en 1000 km lang linje langs øen Sumatra. Det skabte en tsunami, som overskyllede og ødelagde bebyggelser på øerne og langs kysterne af det Indiske Ocean, og som fremkaldte store materielle skader og tab af mere end 230.000 menneskeliv i løbet af ganske få minutter.
Når to oceanplader mødes, danner de en øbue dér, hvor den ene plade skydes hen over den anden. Et godt eksempel på denne form for pladesammenstød er de japanske øer.

## Drivkræfterne
Pladebevægelserne formodes at skyldes dels et varmegenerering i Jordens indre via henfald af radioaktive stoffer - og dels regnvand og gravitationen. Varmeoverskuddet kan ikke undslippe ved en stabil og ensartet varmeledning igennem kappen og skorpen. Derfor opstår der konvektionsstrømme, som bringer det varme materiale i kappen op til undersiden af lithosfæren. Det får lithosfæren til at knække op i kæmpestore plader, som derefter kan bevæge sig i forhold til hinanden. Der er tre forskellige sæt af kræfter, som formentlig driver pladernes bevægelser:
- Trykkræfter, som opstår når varmt kappemateriale stiger op
- Trækkræfter, som opstår, hver gang varm magma når bunden af pladerne og må søge ud til siden.
- Trækkræfter, som opstår, når den koldere, mere tætte og derved tungere del af pladen glider ned i dybet under overskydningen. Denne virkning øges yderligere, når tryk og varme skaber metamorfe bjergarter, som er endnu tættere og mere tunge.

Man regner med, at konvektionsstrømme opstår i et vist omfang nede i kappen. Det opstigende materiale under bjergryggene på oceanernes bund er givetvis en del af denne bevægelse. I de tidlige modeller af pladetektonikken forestillede man sig, at pladerne red ovenpå konvektionslommer ligesom på et transportbånd. Nu om dage mener de fleste forskere dog, at asthenosfæren ikke er kraftig nok til at kunne forårsage bevægelse direkte ved gnidningsmodstand. Pladernes eget træk opfattes almindeligvis som den stærkeste kraft, der virker direkte på dem, men formentlig har suget i bunden af gravsænkningerne en lige så stor betydning.

## De vigtigste plader
Om end opdelingen er en smule arbitrær, så opdeles de tektoniske plader i hhv. store og små plader. De syv store plader er:
- Den Afrikanske Plade, som omfatter Afrika
- Den Antarktiske Plade, som omfatter Antarktis
- Den Indo-Australske Plade, som omfatter Australien og Indien
- Den Eurasiske Plade (den næststørste) som omfatter Eurasien
- Den Nordamerikanske Plade som omfatter Nordamerika og det nordøstlige Sibirien
- Den Sydamerikanske Plade som omfatter Sydamerika
- Stillehavspladen (den største), som omfatter Stillehavets bund

Kendte småplader er den Hellenske Plade og den Arabiske Plade.

## Historie og betydning
Kontinentalbevægelsen var kun én blandt mange idéer, der blev fremsat i slutningen af det 19. århundrede. I 1912 argumenterede Alfred Wegener kraftigt for tanken, men hans idéer blev ikke taget alvorligt af mange geologer, som efterlyste en drivkraft bag kontinenternes bevægelse.
Holdningen ændrede sig grundlæggende i 1960'erne på baggrund af nogle nye opdagelser, først og fremmest den Midtatlantiske bjergkæde. Accepten af teorierne om kontinentalbevægelser og havbundens spredning (de to afgørende dele af pladetektonikken) kan sammenlignes med den Kopernikanske revolution inden for astronomien (se Nicolaus Copernicus). I løbet af ganske få år vendte billedet fuldstændigt inden for specielt geofysik og geologi.
Parallellen er slående: Ligesom astronomien før Kopernikus mest var beskrivende, men dog i stand til at lave forudsigelser, sådan beskrev de geologiske teorier før pladetektonikken de ting, man kunne observere, men kæmpede forgæves med at påvise nogen grundlæggende mekanisme.
Men den geologiske revolution var meget mere pludselig end den astronomiske. Hvad ethvert fornuftigt, videnskabeligt tidsskrift havde afvist i snesevis af år, blev ivrigt antaget i løbet af nogle få år i 1960'erne og 1970'erne. Før den tid var alle geologiske afhandlinger meget beskrivende, stenarter blev noteret og et udvalg af årsager blev opremset – af og til i anstrengende detaljer – som baggrund for, at de fandtes, hvor de nu gjorde. Beskrivelsesdelen gælder stadigvæk, men årsagsforklaringerne lyder temmelig meget som præ-kopernikansk astronomi.
Med pladetektonikken faldt svarene hurtigt på plads, eller man kunne se, hvordan svarene skulle findes. Pladernes sammenstød havde kraft nok til at rejse havbunden op i de tynde luftlag (koralrev blev f.eks. til Dolomitterne i Norditalien). Årsagen til, at oceangravene findes så mærkværdigt tæt på øbuer (f.eks. Japan) eller kontinenter (f.eks. Asien), og forklaringen på deres tilhørende vulkaner stod klar, da man forstod processerne i forbindelse med pladernes overskydning.
Mysterier var ikke længere mysterier. Bundter af indviklede og undvigende svar blev fejet til side. Hvorfor var der slående paralleller mellem geologien i dele af Afrika og Sydamerika? Hvorfor så Afrika og Sydamerika påfaldende ud som et par puslespilbrikker, der burde kunne sættes sammen? Hvis man ønsker indviklede svar, kan man søge i de prætektoniske forklaringsmåde. Hvis man vil have enkelhed og noget, som forklarer en hel masse, bør man søge i pladetektonikken: En dyb gravsænkning ligesom den, der nu findes i Østafrika, havde åbnet sig og dannet Atlanterhavet, – og den arbejder stadigvæk.

## Kontinentaldriftens betydning for klimaet
Kontinentaldriften har haft en stor indflydelse på Jordens klima. Placeringen af kontinenterne bestemmer formen og størrelsen af oceanerne og dermed de havstrømme, der transporterer varme og kulde mellem forskellige dele af Jorden.